# Stilijan Iwanow

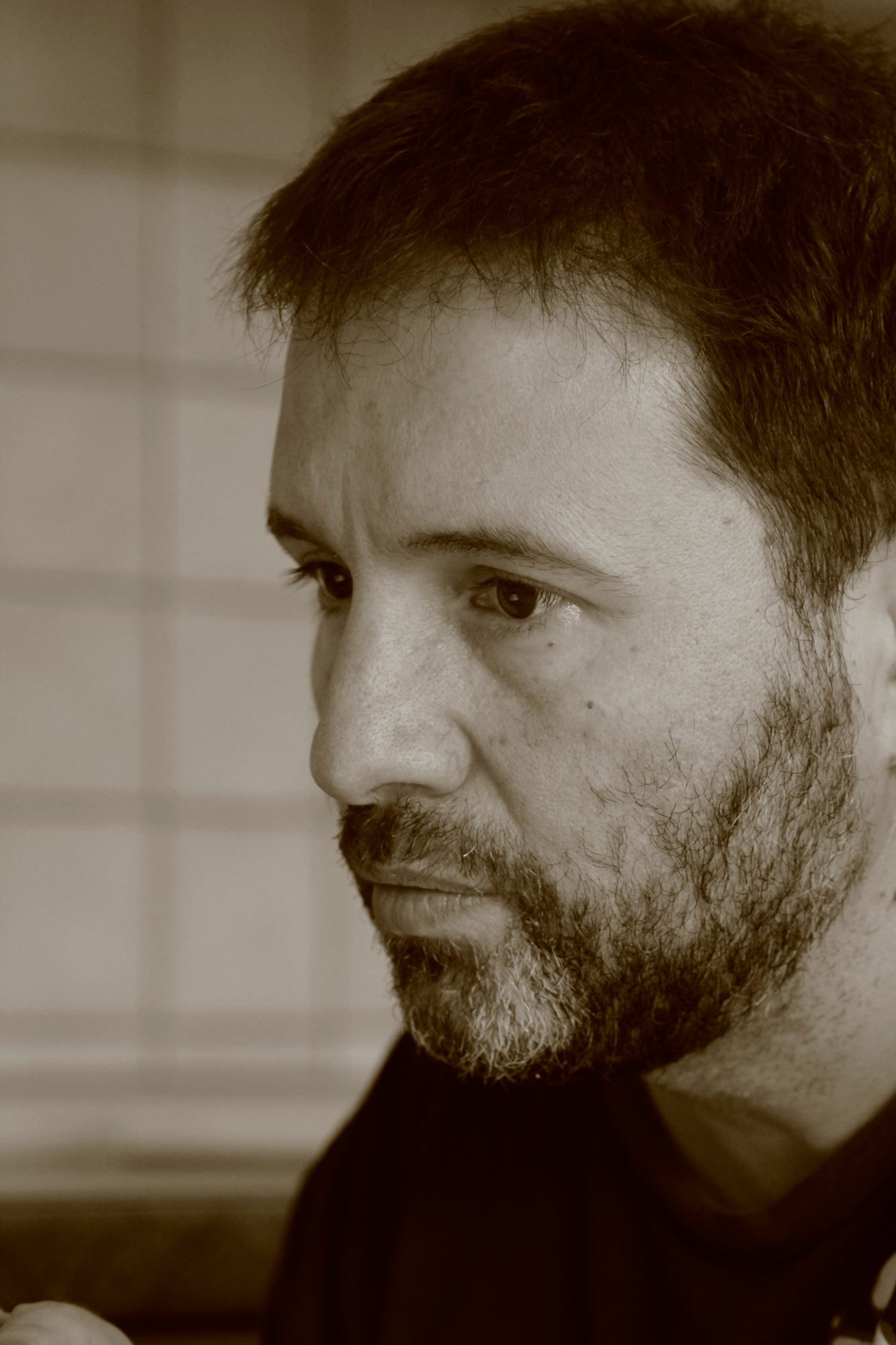
Stilijan Iwanow

Stilijan Bojanow Iwanow (bulgarisch Стилиян Боянов Иванов; englische Transkription Stiliyan Boyanov Ivanov; * 29. August 1968 in Sandanski) ist ein bulgarischer Filmregisseur und Drehbuchautor.

## Biografie
Er besuchte das Nationale Biologie-Mathematik-Gymnasium in Sofia, Bulgarien, und erhielt zum Abschluss eine Goldmedaille. Im Jahr 1994 schloss er das Studium als M.A. in Regie am VITIZ, der Nationalen Akademie für Theater- und Filmkunst „Krastjo Sarafow“ in der Klasse von Chatscho Bojadschiew ab. Iwanow ist Aktionär im Fernsehkanal für Kunst und Kultur (Tvart) und Miteigentümer der Produktionsfirma Dodofilm.

## Auszeichnungen
- 1997 Produzent des Jahres
- 1999 Regisseur des Jahres
- 2007 10-jähriges Jubiläum des eurasischen Festivals für Film und Fernsehen
- 2007 Zweites Internationales Kinofestival „Treues Herz“ in Moskau
- 2007 Ich – der Mensch, Orenburg